# Björn Engquist

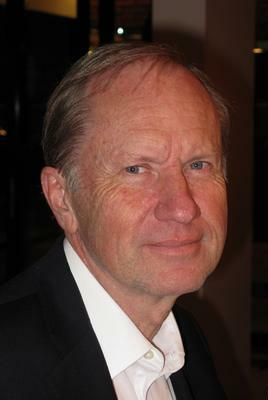
Björn Engquist

Björn Engquist (* 2. Juni 1945 in Stockholm) ist ein schwedischer angewandter Mathematiker.
Engquist wurde 1969 an der Universität Uppsala bei Heinz-Otto Kreiss in Numerischer Mathematik promoviert. Danach lehrte er an der University of California, Los Angeles. Ab 2001 war er Professor an der Princeton University und Direktor von deren Programm in Angewandter und Numerischer Mathematik sowie ab 2005 Professor an der University of Texas at Austin. Seit 1993 ist er außerdem Professor an der Königlich Technischen Hochschule Stockholm, wo er das Parallel and Scientific Computing Institute (PSCI) leitet.
Er befasst sich mit numerischer Analysis und Scientific Computing und speziell der numerischen Methoden für Differentialgleichungen (wie Multiskalen-Modellierung) mit Anwendungen in der Elektrodynamik und Hydrodynamik.
Mit Ami Harten, Stanley Osher und Sukumar Chakravarthy entwickelte er 1987 ENO (Essentially Non Oscillatory) Verfahren für die numerische Lösung hyperbolischer Erhaltungssätze.
Engquist veröffentlichte über 100 wissenschaftliche Aufsätze und betreute bis 2009 über 30 Doktoranden. Er ist Mitglied der Königlich Schwedischen Akademie der Wissenschaften und der Königlich Schwedischen Akademie für Ingenieurwissenschaften. Er war Invited Speaker auf den Internationalen Mathematikerkongressen 1983 in Warschau und 1998 in Berlin (Wavelet based numerical homogenization) und hielt einen Plenarvortrag auf dem Europäischen Mathematikerkongress 1992 (Numerical approximation of hyperbolic conservation laws). 1982 erhielt er den ersten James-H.-Wilkinson-Preis und 2012 wurde er mit dem George-David-Birkhoff-Preis ausgezeichnet. 2015 wurde er in die American Academy of Arts and Sciences gewählt, 2016 mit dem ICCM International Cooperation Award ausgezeichnet. Er ist Mitglied der Norwegischen Akademie der Wissenschaften. 2009/10 und 2010/11 war er im Abel-Preis-Komitee.
Zu seinen Doktoranden gehört Anna-Karin Tornberg.

## Schriften
- Herausgeber mit Wilfried Schmid: Mathematics unlimited- 2001 and beyond, Springer 2001
- Herausgeber mit Per Lötstedt, Olof Runborg: Multiscale Methods in Science and Engineering, Springer 2005
- Herausgeber mit Lötstedt, Runborg: Multiscale Modeling and Simulation in Science, Springer 2009
- Herausgeber: Highly oscillatory problems, Cambridge University Press 2009
- Herausgeber mit Gregory Kriegsmann: Computational Wave Propagation, Springer 1997
- Herausgeber mit Stanley Osher, Richard Somerville: Large Scale computations in fluid mechanics, American Mathematical Society 1985
- Herausgeber mit Peter Deuflhard: Large Scale Scientific Computing, Birkhäuser 1987